# Legan, Marshallöarna
Legan är en ö i Marshallöarna.   Den ligger i kommunen Kwajalein, i den västra delen av Marshallöarna, 500 km nordväst om huvudstaden Majuro. Arean är 0,14 kvadratkilometer.
Legan långtidshyrs av USA fram till år 2066. Området är en del av RTS Ronald Reagan Ballistic Missile Defense Test Site.
Terrängen på Legan är platt. Öns högsta punkt är 17 meter över havet. Den sträcker sig 0,6 kilometer i nord-sydlig riktning, och 0,5 kilometer i öst-västlig riktning.
Tropiskt monsunklimat råder i trakten. Årsmedeltemperaturen i trakten är 24 °C. Den varmaste månaden är juli, då medeltemperaturen är 24 °C, och den kallaste är maj, med 23 °C. Genomsnittlig årsnederbörd är 2 200 millimeter. Den regnigaste månaden är september, med i genomsnitt 308 mm nederbörd, och den torraste är januari, med 51 mm nederbörd.